# Nea Salamina Famagusta de Voleibol
Nea Salamis Famagusta de Voleibol o Nea Salamina Famagusta de Voleibol (en griego: Νέα Σαλαμίνα Αμμοχώστου) es un equipo profesional de voleibol con sede en Ammochostos (también conocido por su nombre romanizado, Famagusta), Chipre. Ha sido un club refugiado desde el 1974 la invasión turca de Chipre, cuando Turquía ocupó la parte norte de la isla. El club se basa temporalmente en Limassol. El equipo es parte del club deportivo Nea Salamina Famagusta, que fue fundado en 1948; el club fundador también tiene un equipo de fútbol en la ciudad de Lárnaca.
El Nea Salamina Famagusta es uno de los equipos más poderosos de Chipre. Con 9 campeonatos, 8 copas y 8 supercopas es el segundo equipo por cantidad de trofeos ganados luego de Anorthosis Famagusta. El estadio del equipo es el Centro Atlético Spyros Kyprianou, que se encuentra en Limassol.